# 丸山惠也
丸山 惠也（まるやま よしなり、1934年10月 - ）は、日本の経営学者。専門は経営学。学位は、博士（経営学）（立教大学・論文博士・1993年）（学位論文「日本的経営-その構造とビヘイビア」）。立教大学名誉教授。元東邦学園大学学長。北海道出身。

## 略歴
- 1957年 - 明治大学政治経済学部卒業
- 1959年 - 専修大学大学院経済学研究科修士課程修了
- 1963年 - 立教大学大学院経営学研究科博士課程修了
- 1963年 - 東洋大学経営学部講師。のちに、同経営学部助教授
- 1973年 - 立教大学経済学部教授
- 1993年9月30日 - 「日本的経営-その構造とビヘイビア」で立教大学より博士（経営学）の学位を取得
- 2000年 - 立教大学定年退職。同名誉教授。東邦学園短期大学経営情報科教授
- 2001年 - 東邦学園大学学長
- 2007年 - 同学長退任

このほか、立教大学にて経済学部経営学科長や経済学部学部長、大学院経済学研究科研究科長など務める。

## 研究
専門は経営学、生産システム論や地域経済論、アメリカ自動車産業の経営学史。特に地域再生と産業集積を研究。

## 単著
- 『現代の経営学 大量生産からフレキシブル生産へ』産業統計研究社　1993
- 『日本的生産システムとフレキシビリティ』（日本評論社、1995年）
- 『東アジア経済圏と日本企業』（新日本出版社、1997年）

### 共編
- 『日本的経営の構造 日本資本主義と企業』藤井光男共編　大月書店　現代資本主義叢書 1985
- 『現代経営学』編（亜紀書房、1987年）
- 『アメリカ企業の史的展開』井上昭一共編著　ミネルヴァ書房　1990
- 『現代日本経営史 日本的経営と企業社会』藤井光男共編著　ミネルヴァ書房　1991
- 『トヨタ・日産 グローバル戦略にかけるサバイバル競争』藤井光男共著　大月書店・日本のビッグ・ビジネス　1991
- 『アジアの自動車産業』編著　亜紀書房　1994
- 『日本企業のアジア戦略 国際分業と共生の課題』成田幸範共編著　中央経済社　1995
- 『アジア経済圏と国際分業の進展』佐護譽,小林英夫共編著　ミネルヴァ書房　叢書現代経営学　1999
- 『現代日本の職場労働 JITシステムと超過密労働』高森敏次共編　新日本出版社　2000
- 『自動車 21世紀に生き残れるメーカーはどこか』小栗崇資,加茂紀子子共著　大月書店　日本のビッグ・インダストリー 2000
- 『日韓自動車産業の全容 比較研究』趙亨濟共編著　亜紀書房　2000
- 『中国自動車産業の発展と技術移転』編著　柘植書房新社　2001
- 『日本の主要産業と東アジア 国際分業の経営史的検証』藤井光男共編著　八千代出版　2001
- 『ボルボ・システム 人間と労働のあり方』編著　多賀出版　2002
- 『ボルボの研究』クリスチャン・ベリィグレン, カイサ・エッレゴード共編著　柘植書房新社　2002
- 『批判経営学:学生・市民と働く人のために』編著（新日本出版社、2005年）
- 『地域医療再生への医師たちの闘い』佐藤洋共著 愛知東邦大学地域創造研究所編　唯学書房 地域創造研究叢書 2008
- 『日本の製造業を分析する 自動車、電機、鉄鋼、エネルギー』小栗崇資,古賀義弘,谷江武士,熊谷重勝共編著 大橋英五監修　唯学書房 2010
- 『現代日本の多国籍企業』編著　新日本出版社　2012
- 『経済成長の幻想 新しい経済社会に向けて』熊谷重勝,陣内良昭, 内野一樹,關智一共編著　創成社　2015

### 翻訳
- A.D.チャンドラー『アメリカ経営史』亜紀書房　1986
- D.フリードマン『誤解された日本の奇跡 フレキシブル生産の展開』監訳　ミネルヴァ書房　1992
- N.ギルバート,アンナ・ポラート,ロジャー・バローズ編『フォーディズムとフレキシビリティ イギリスの検証』監訳　新評論　1996
- CAW・TCA 編『リーン生産システムは労働を豊かにするか カナダ自動車工場レポート』多賀出版 1996
- クリスチャン・ベリグレン『ボルボの経験 リーン生産方式のオルタナティブ』黒川文子共訳　中央経済社　1997
- ローリー・グラハム『ジャパナイゼーションを告発する アメリカの日系自動車工場の労働実態』監訳　大月書店　1997